# Platomma luniferum
Platomma luniferum är en tvåvingeart som först beskrevs av Friedrich Hermann Loew 1861.  Platomma luniferum ingår i släktet Platomma och familjen borrflugor. Inga underarter finns listade i Catalogue of Life.